# Бухарестская астрономическая обсерватория
Бухарестская астрономическая обсерватория (рум. Observatorul astronomic din Bucureşti) при Астрономическом институте академии наук Румынии — первая государственная астрономическая обсерватория, учреждённая указом министра просвещения и народного образования 1 апреля 1908 года в городе Бухарест, Румыния. Первым её директором был назначен Nicolae Coculescu. Совместно с ней была создана и метеорологическая обсерватория. Помещение обсерватории было построено к 1910 году. В 1920 году метеорологическая обсерватория была отделена от астрономической. Данная обсерватория была основой для первого научно-исследовательского института Румынии. В 1951 году обсерватория включена в состав национальной академии наук. С 1975 по 1990 год обсерватория была независимым учреждением. 1 апреля 1990 года три румынские обсерватории (в Бухаресте, Клуже и Тимишоара) были объединены под руководство одной организации: Институт Астрономии Академии Наук Румынии. На базе обсерватории работает служба времени.

## Руководители обсерватории
- 1908—1938 — Nicolae Coculescu — основатель обсерватории
- 1938—1943 — Constantin Popovici
- 1943—1963 — Gheorghe Demetrescu
- 1963—1977 — Constantin Dramb

## Инструменты обсерватории
- Цейсс-500 (D=500мм, F=7.5м, системы Кассегрен, 1964 год) - наблюдают переменные звезды
- Солнечный Цейсс-рефрактор (D=13см, F=1.95м) - фотографические и визуальные наблюдения фотосферы в интегральном свете
- Рефрактор (D=8см, F=1.2м) - фотографические наблюдения хромосферы
- Большой меридианный круг (D=19см, F=2.35м)
- Двойной астрограф Prin-Merz (D=38см, F=6м)
- MEADE 10" LX50 (D=25см, F=2.54м) с солнечным фильтром
- Астролябия Danjon (D=10см, F=1м, в 1993 году передана из Брюсселя)

## Направления исследований
- физика и эволюция звезд
- физика Солнца
- переменные звезды
- внегалактическая астрономия и космология
- астрометрия
- динамика тел Солнечной системы
- динамика искусственных спутников
- небесная механика
- история астрономии

## Основные события, что наблюдались в обсерватории
- Солнечное затмение 11 августа 1999 года
- Прохождение Венеры по диску Солнца 8 июня 2004 года
- Взаимные затмения спутников Юпитера